# Bantignel
Bantignel est une ville et une sous-préfecture de Guinée, rattachée à la préfecture de Pita et la région de Mamou. 

## Population
En 2016, la localité comptait 15 007 habitants.

## Personnalités nées à Bantignel
- Barry III, personnalité politique guinéenne